# St. Prokulus (Naturns)

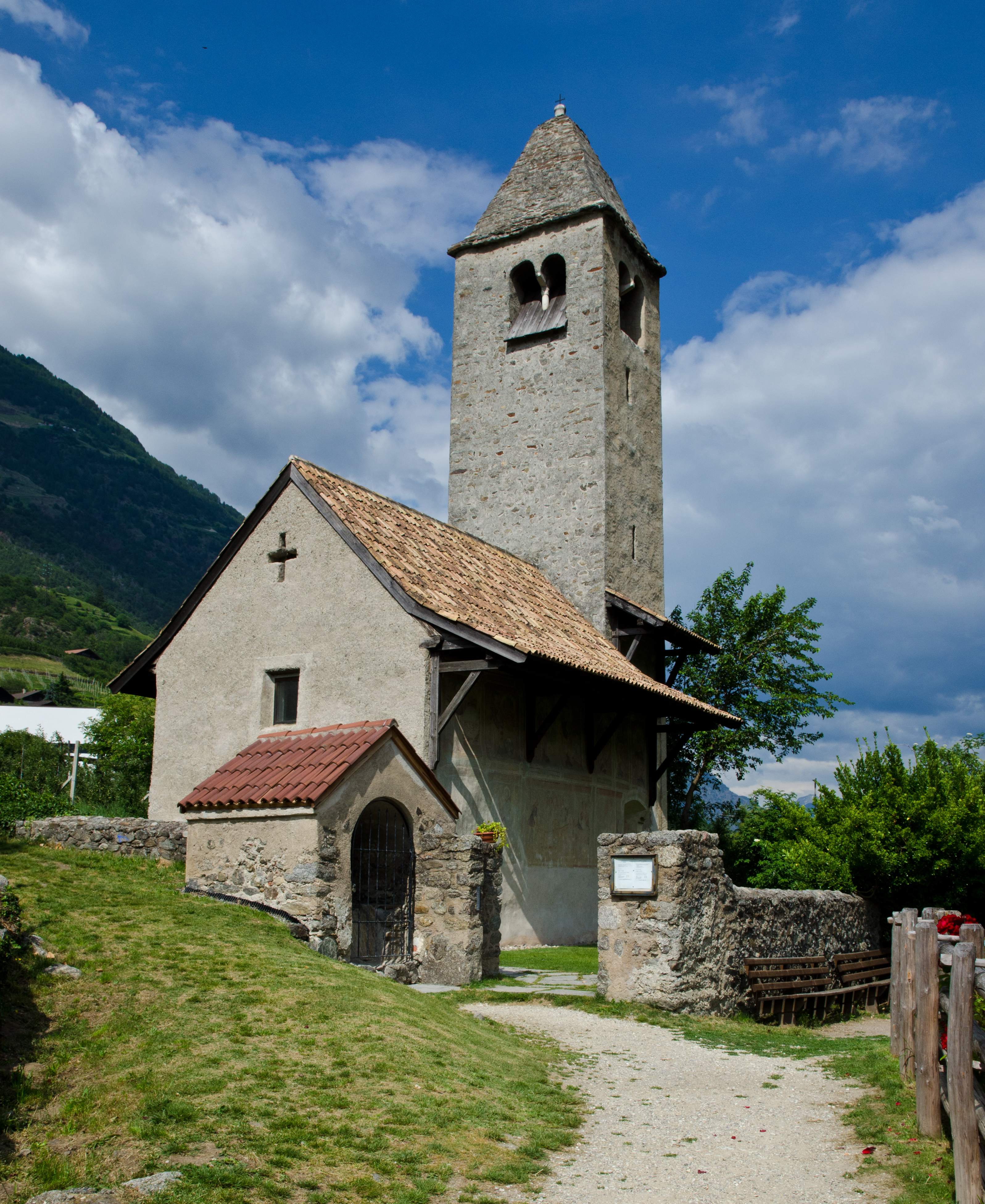
St.-Prokulus-Kirche

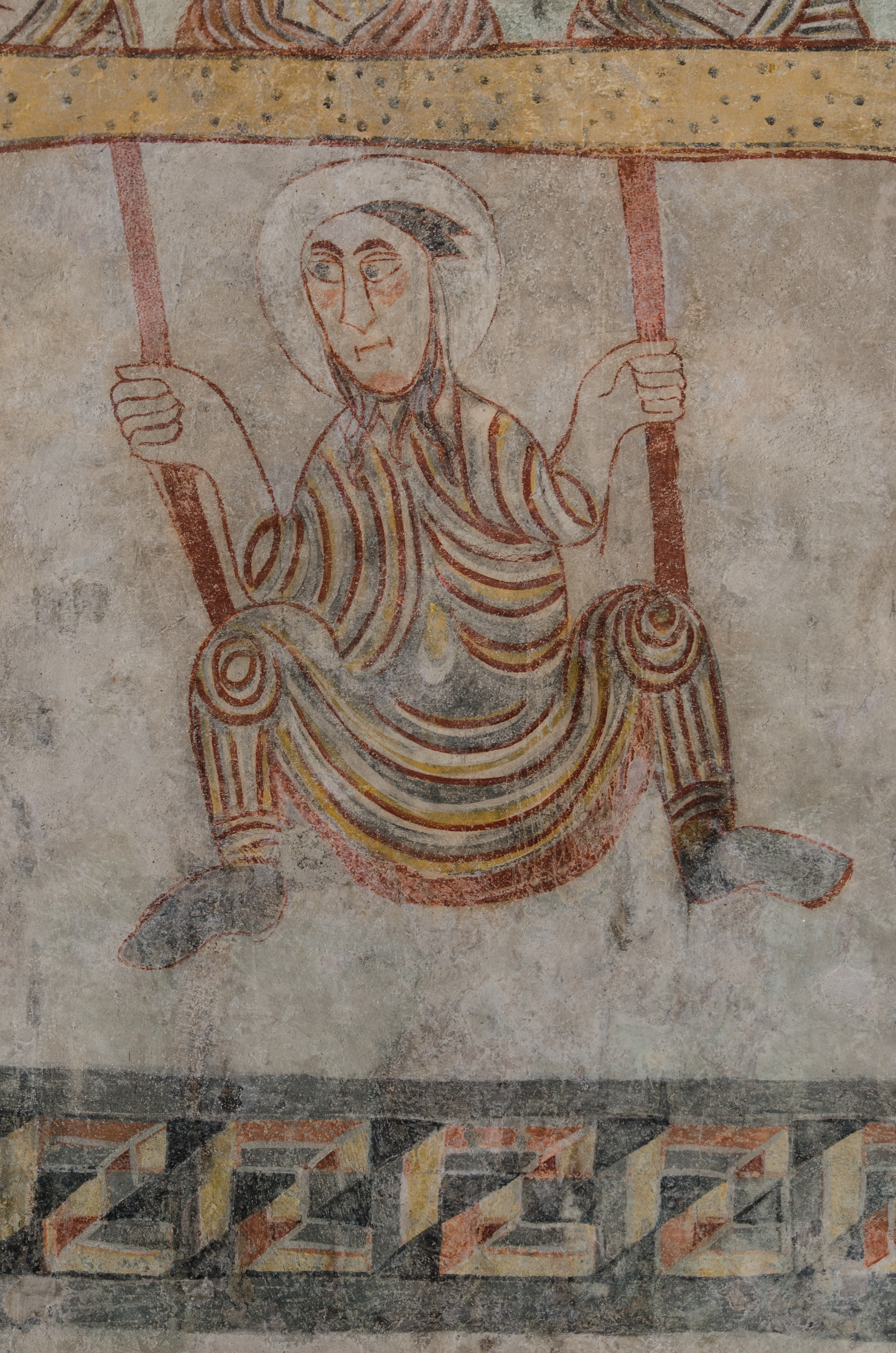
St. Prokulus, „der Schaukler“

Die St.-Prokulus-Kirche im Vinschgau ist eine kleine Kirche am östlichen Ortsrand von Naturns, einer Marktgemeinde in Südtirol, etwa 15 km von Meran entfernt. Die Kirche ist dem heiligen Bischof Prokulus von Verona geweiht und steht in unmittelbarer Nähe zum Ortsfriedhof und etwas abseits des Zentrums der Marktgemeinde. Bekannt ist sie für den frühen Freskenzyklus, der mit umgehenden Ornamentbändern in zwei Register geteilt war.

## Standort
Der Platz, auf dem die St.-Prokulus-Kirche steht, ist alter Siedlungsraum. Vermutlich führte die Via Claudia Augusta in der Nähe vorbei. In der Spätantike stand an der Stelle der Kirche ein Wohnhaus. Dessen durch Trockenmauern und Holzaufbau charakterisierte Bauweise war vom 4. bis zum 7. Jahrhundert nach Christus im gesamten Alpenraum verbreitet.
Um ca. 600 nach Christus wurde das spätantike Haus durch einen Brand zerstört. Möglicherweise kam dabei auch eine ca. 45 Jahre alte Frau ums Leben, dies legen zumindest archäologische Funde nahe. Nach dem Brand wurde das Haus nicht mehr aufgebaut, die Ruine wurde als Bestattungsplatz genutzt.
Die St.-Prokulus-Kirche entstand um 630 bis 650. Über die Bauherrschaft gibt es keine gesicherten Quellen. Nur die Archäologie gibt Aufschluss über das Alter der Kirche. Die Position der frühmittelalterlichen südlich und östlich liegenden Gräber lässt auf eine bereits bestehende Kirche schließen. In einem Grab an der Südseite der Kirche wurde ein germanisches Sax (Kurzschwert) als Grabbeigabe gefunden. Dieses Sax wird ebenso wie verschiedene andere Funde in die Zeit um 640 datiert. Da die Kirche zu dieser Zeit bereits bestanden hat, ist ein Alter von mindestens 1.350 Jahren für den ursprünglichen Bestand anzunehmen.
Bilder im Sockelregister sind größtenteils verloren.

## Bau
Die kleine Kirche ist einschiffig gebaut: Ihre Ursprünge liegen vermutlich im späten 8. Jahrhundert. Der Turm wurde erst um das Jahr 1185 ergänzt und trägt ein gemauertes Spitzhelmdach. Darunter befinden sich auf jeder der vier Turmseiten Doppelbogenfenster.

## Malereien

### Frühmittelalterliche Fresken

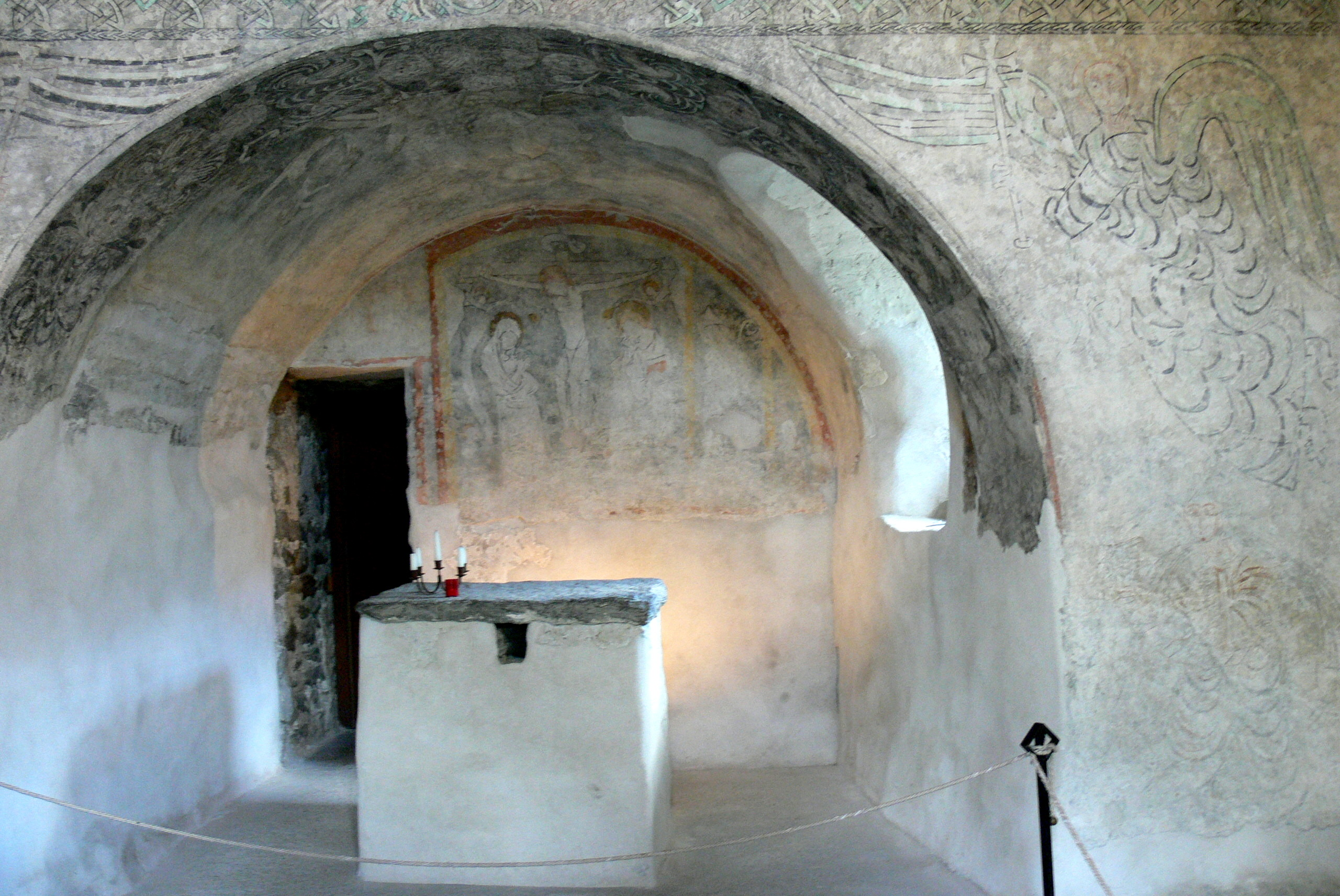
Blick in den Altarraum

Die ältesten Wandmalereien der kleinen Kirche befinden sich im unteren Teil des Innern. Sie zeigen Engel, Heilige und Szenen aus dem Leben des Heiligen Prokulus, darunter eine Rinderherde an der Westmauer. Diese Malereien sind als vorromanisch einzuordnen. Es könnte sich dabei um die ältesten Fresken des deutschsprachigen Raums handeln.
Die gotischen Fresken im oberen Teil des Kircheninneren stammen aus dem 14. Jahrhundert. In jener Zeit wurde der Kirchenraum höher gelegt. Die damaligen Bauherren, die Herren von Annenberg, sorgten für eine malerische Gestaltung. Die dargestellten Motive über dem Triumphbogen im Osten beziehen sich auf die Gottesmutter Maria, Gott Sohn und Gott Vater. An der Südmauer befindet sich eine Darstellung des Letzten Abendmahls. An der Nordmauer sind die Heiligen Drei Könige dargestellt. 
An der südlichen Außenmauer finden sich ebenso Wandmalereien aus gotischer Zeit. Die Hauptmotive stellen dabei die Erschaffung der Welt sowie den Sündenfall dar.
In zahlreichen wissenschaftlichen Abhandlungen wurden die Fresken der St.-Prokulus-Kirche beschrieben. Es gab verschiedene Versuche, eine kunsthistorische Einordnung und Datierung der vorromanischen Wandmalereien vorzunehmen. Einige Wissenschaftler, unter ihnen auch der ehemalige Landeskonservator Helmut Stampfer, datierten einige Wandbilder bereits in das 7. Jahrhundert nach Christus. Von anderen wird jedoch die Ansicht vertreten, dass die ältesten Fresken erst im 8. Jahrhundert, aber noch vor der Kaiserkrönung Karls des Großen am Weihnachtstag 800 in Rom, entstanden sind. Deshalb spricht man im Zusammenhang mit den Wandmalereien in der St.-Prokulus-Kirche von „vorkarolingischen“ Fresken. Wieder andere Forscher, unter ihnen Stampfers Nachfolger Leo Andergassen, vermuten einen späteren Entstehungszeitraum im 9. oder 10. Jahrhundert. Bei diesen Wandbildern handelt es sich um den vollständigsten Zyklus früher Wandmalerei in Tirol.

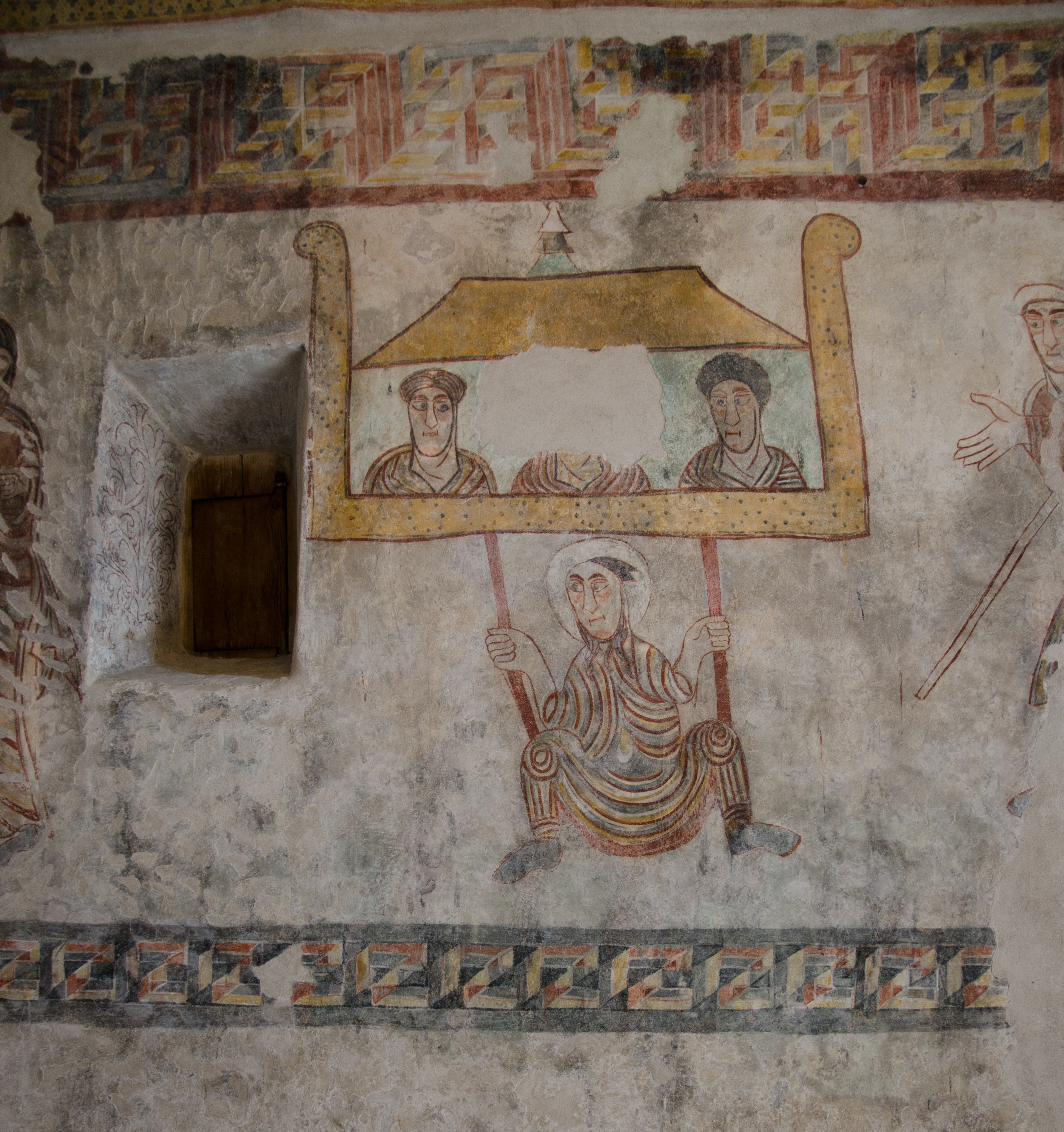
St. Prokulus, der Schaukler
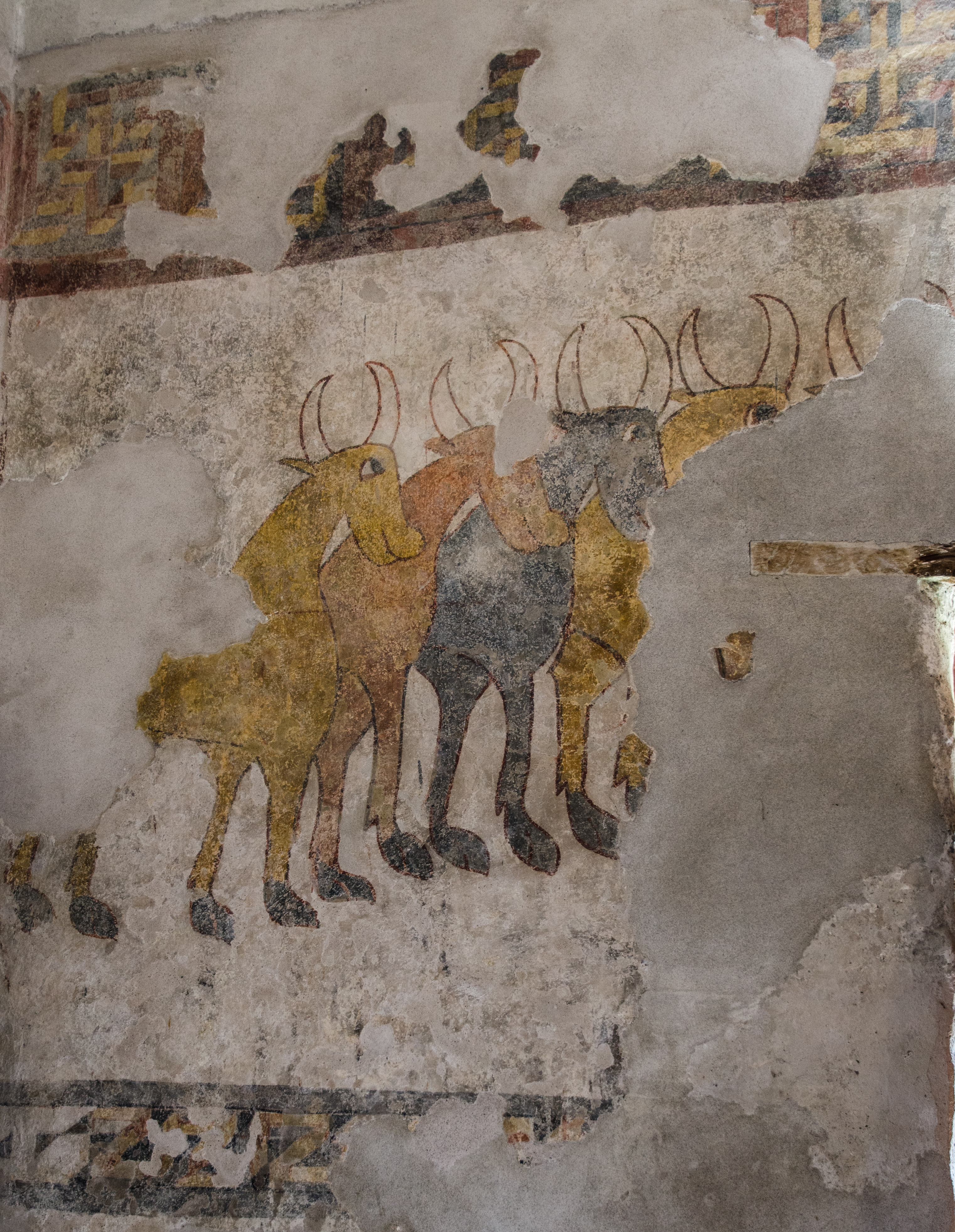
Die sogenannte Rinderprozession
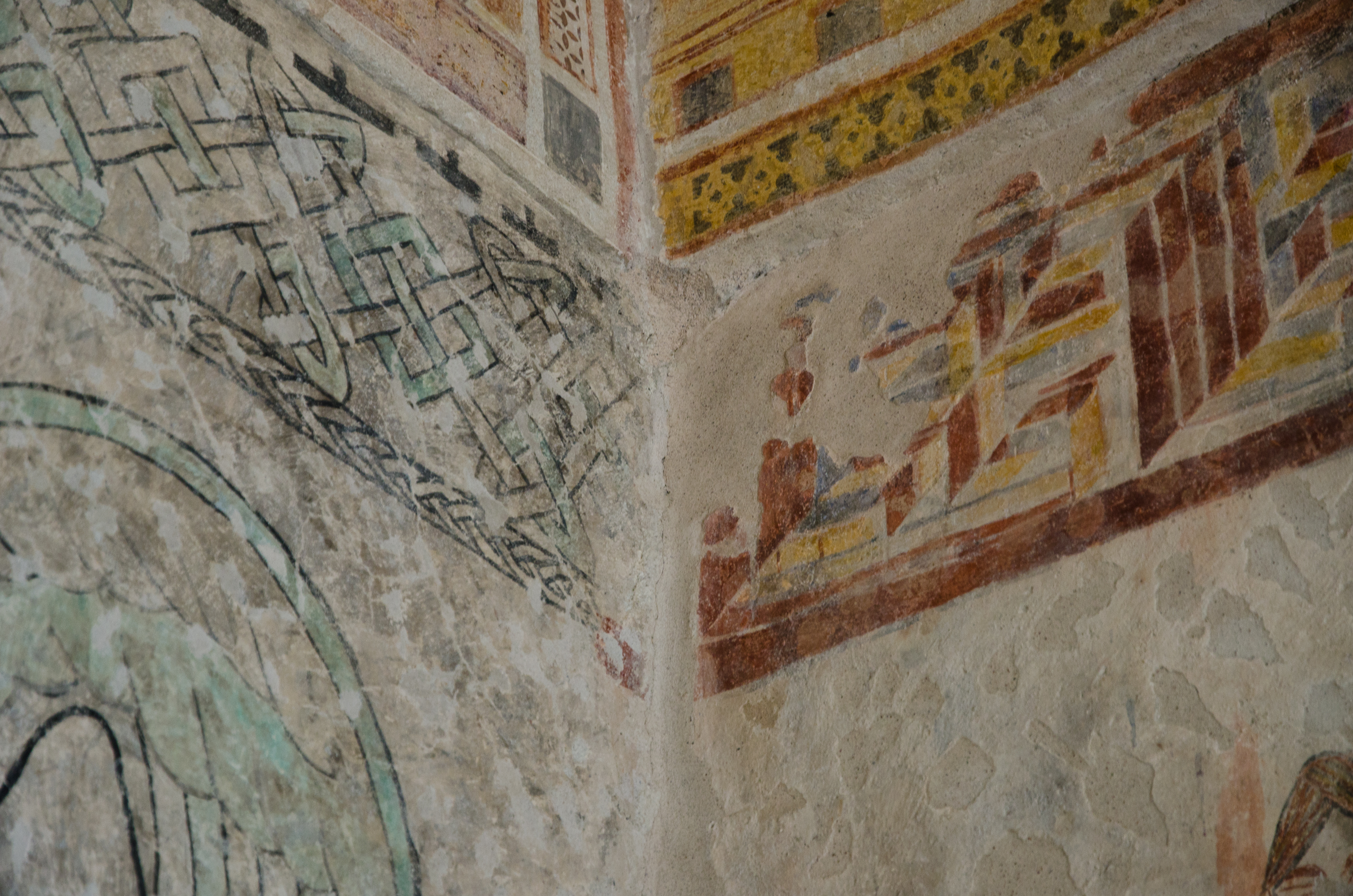
Ornamentfriese
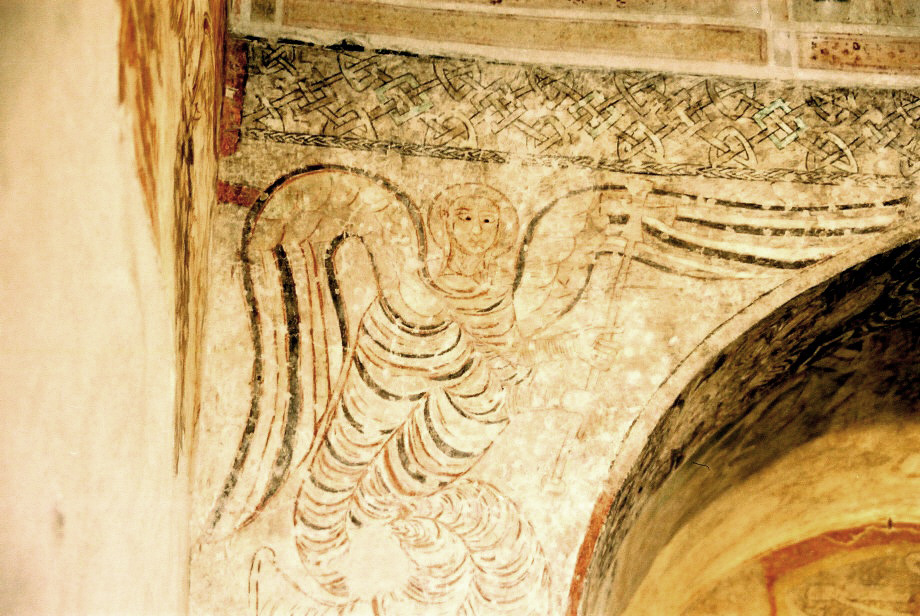
Engel
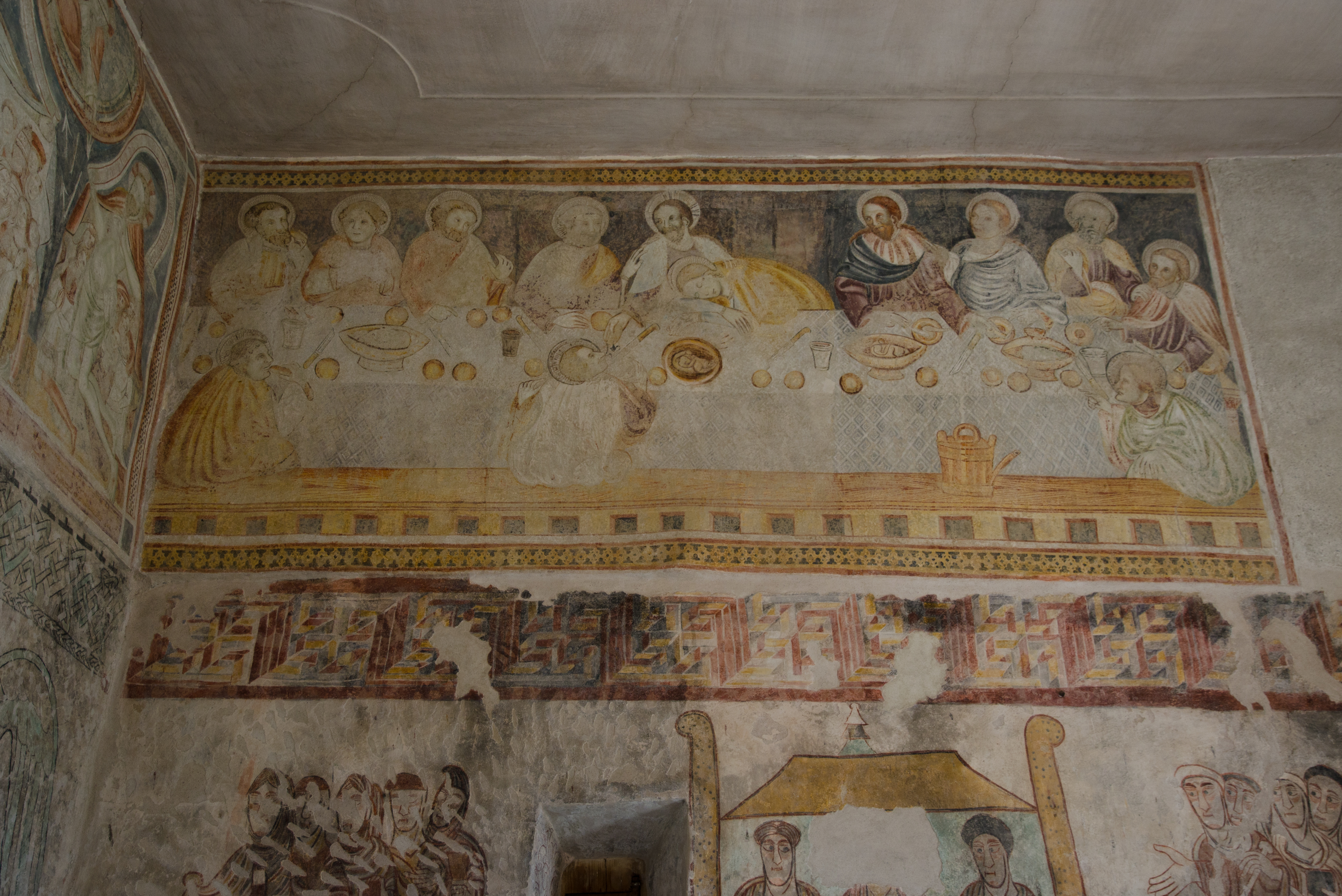
Das letzte Abendmahl
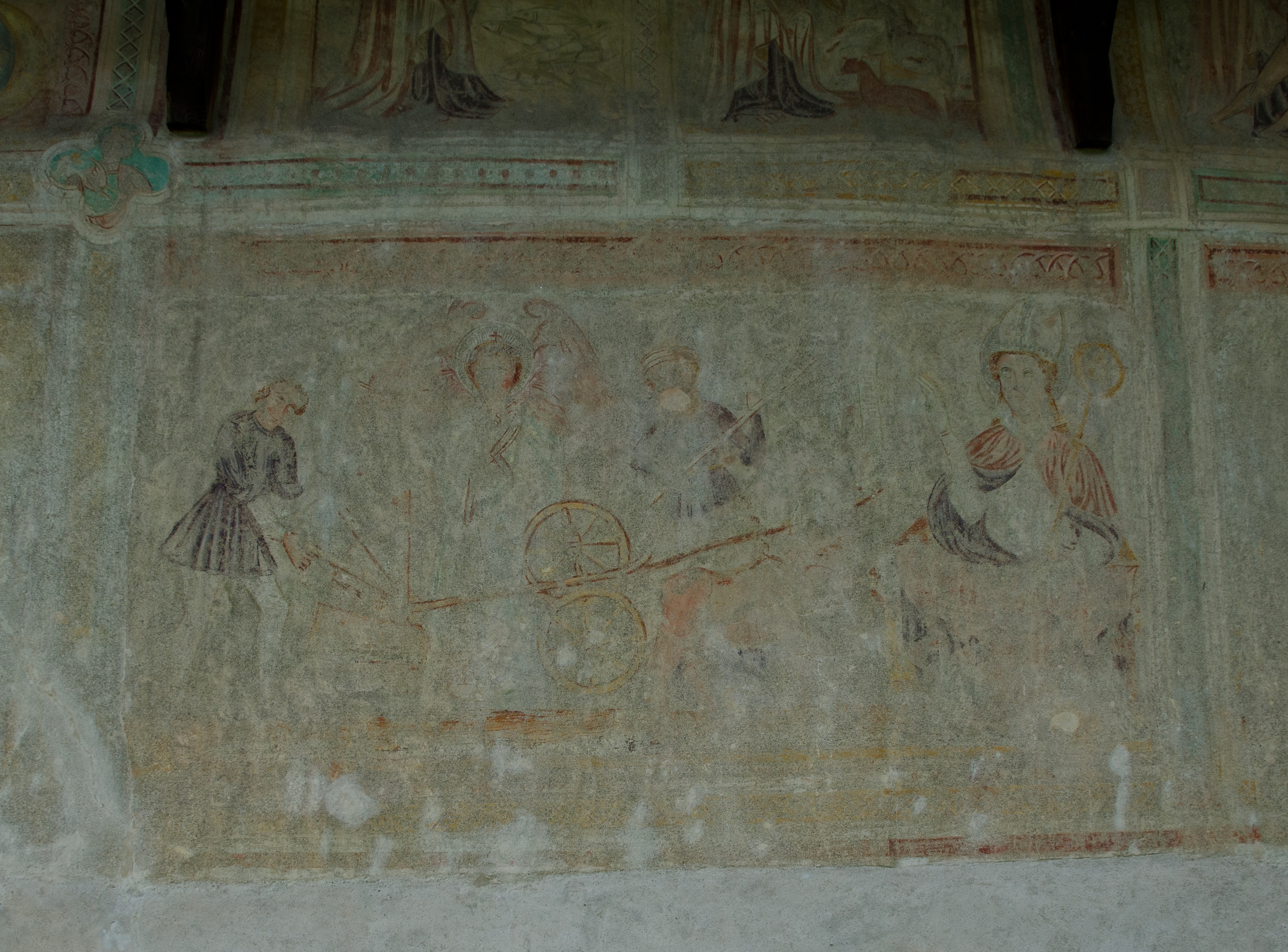
Fresko an der Südwand

### Gotische Fresken
In früh- und hochgotischer Zeit (14./15. Jahrhundert) wurden zunächst mehrfach der Sakralraum, dann auch die Wände des erhöhten Kirchenschiffs in erzählender und lehrhafter Weise neu ausgemalt.

### Verlorene Malschicht
Spätestens in der Romanik wurde die Nordwand neu bemalt; die sitzenden Heiligen mit ihren hinweisenden, übergroßen Händen waren möglicherweise nicht mehr genehm. Die Farbschicht war aber technisch mangelhaft; die Farben fraßen sich teilweise in die untere Malschicht, während die Schicht als solche sich auflöste.
Eine einzelne, erhobene Orantenhand ist (nebst Köpfen) erkennbar; die Figuren standen demzufolge in Anbetungshaltung. Die ersten Heiligen aber saßen (siehe Kniefalten) und wiesen den Besucher von sich weg zum Altar, in der Nordost-Ecke führt ein Engel in tänzerischer Art die Reihe an. Das Sitzen war die Haltung einer besonderen Würde.

### Frühe Ornamentbänder
Die Chorbogenwand wurde als erste der vier Wände des Schiffs bemalt. Ein einfaches Flechtband (vgl. R.Kutzli, Langobardische Kunst, Stuttgart 1974) mit offenen Knoten und auf einer Ecke stehenden Quadratsonnen zieht sich über die ganze Breite hin; in ihre (exzentrische) Mitte sind die Hand Gottes, das kreuztragende Lamm und die Geistestaube gemalt. Von Norden wie von Süden her sind es je dreizehn Elemente, also im Ganzen 26 – nach der Zahlenbuchstaben-Lehre (Zahlensymbolik) die Zahl des nicht auszusprechenden Namens Gottes JHWH (10-5-6-5). „So finden sich, unter immer wieder verschiedenen Zahlenformen, in den heiligen Büchern noch viele geheime Beziehungen, welche den Lesern wegen Unkenntnis der Zahlen verborgen sind. Daher müssen diejenigen, welche zur Kenntnis der Heiligen Schrift gelangen wollen, diese Kunst mit Fleiss sich aneignen.“
Das oberste Band im Schiff ist ein Swastika-Mäander in Parallelperspektive. Deren Elemente ergeben in verschlüsselter Weise (Quersummen), zusammen mit dem Flechtband, wieder die Zahl 26, die sich auch anderswo in der Malerei finden lässt. Diese beiden Ornamentbänder kommen bis um 1200 außer Gebrauch, ihre inneren Aussagen werden nicht mehr benötigt.
Ein Detail: die „vier“ roten aufrecht stehenden Striche, je die rechte Seite des einzelnen Würfels, liegen waagrecht, sobald man sie als die linke Seite des linken Würfels interpretiert.

### Frühes Bildprogramm und Bauplan
Im Gegensatz zu den späteren Bildern des heute obersten Registers liegen die frühen Fresken einzeln und ungerahmt frei auf der Gesamtfläche; es herrscht weder Strenge noch Lehrhaftigkeit. (Man vergleiche die mächtigen Raster der karolingischen Klosterkirchen Müstair GR und Mistail GR).
Es liegt eine Doppel-Anordnung vor. Man trat südseits bei der Westecke ein. Von dort aus erblickt man den schräg stehenden Altar wie wenn er in der Mitte des Raumes stünde. Der längere Weg führt über die Nordwand (Hände), der kürzere über die Südwand („Schaukler“).
Es wird ein Bauplan vermutet, der auf der Länge der Westseite beruht (Idealplan und Realbau-Plan). Das ausgeklügelte Einbeziehen der Ornamentbänder in das Bildprogramm stützt diese Vermutung eines durchdachten Planes.

### Der „Schaukler“
Der in einer Schlaufe sitzende Heilige schaukelt; das ist aber eine Vorstellung heutiger Zeit. Doch die Linien des „Seils“ weichen vom Rechten Winkel ab, der aber im ganzen Bau außer an Tür und Fenster kaum feststellbar ist. Der Heilige sitzt, und seine Augen zeigen in die Gegenrichtung des „Schaukelns“: er betont ein „Beides“. Das „Seil“ aber kann auch als Ausbuchtung der Architektur oberhalb verstanden werden, und wenn diese das himmlische Jerusalem des Offenbarungsbuches sein sollte, könnte der Mann der wiederkommende Christus sein, der im Sanctus der heiligen Messe angesprochen wird: Benedictus qui venit in nomine Domini („Hochgelobt sei, der da kommt im Namen des Herrn“). Möglicherweise ist es aber auch der Apostel Paulus oder Bischof Prokulus; lebte doch Christus in ihnen – so dachte man in der Mehrfachdeutung jener Zeit. „Die mehrfache Deutungsart ist wichtiger Bestandteil der theologischen und philosophischen Texte der Zeit.“

## Museum

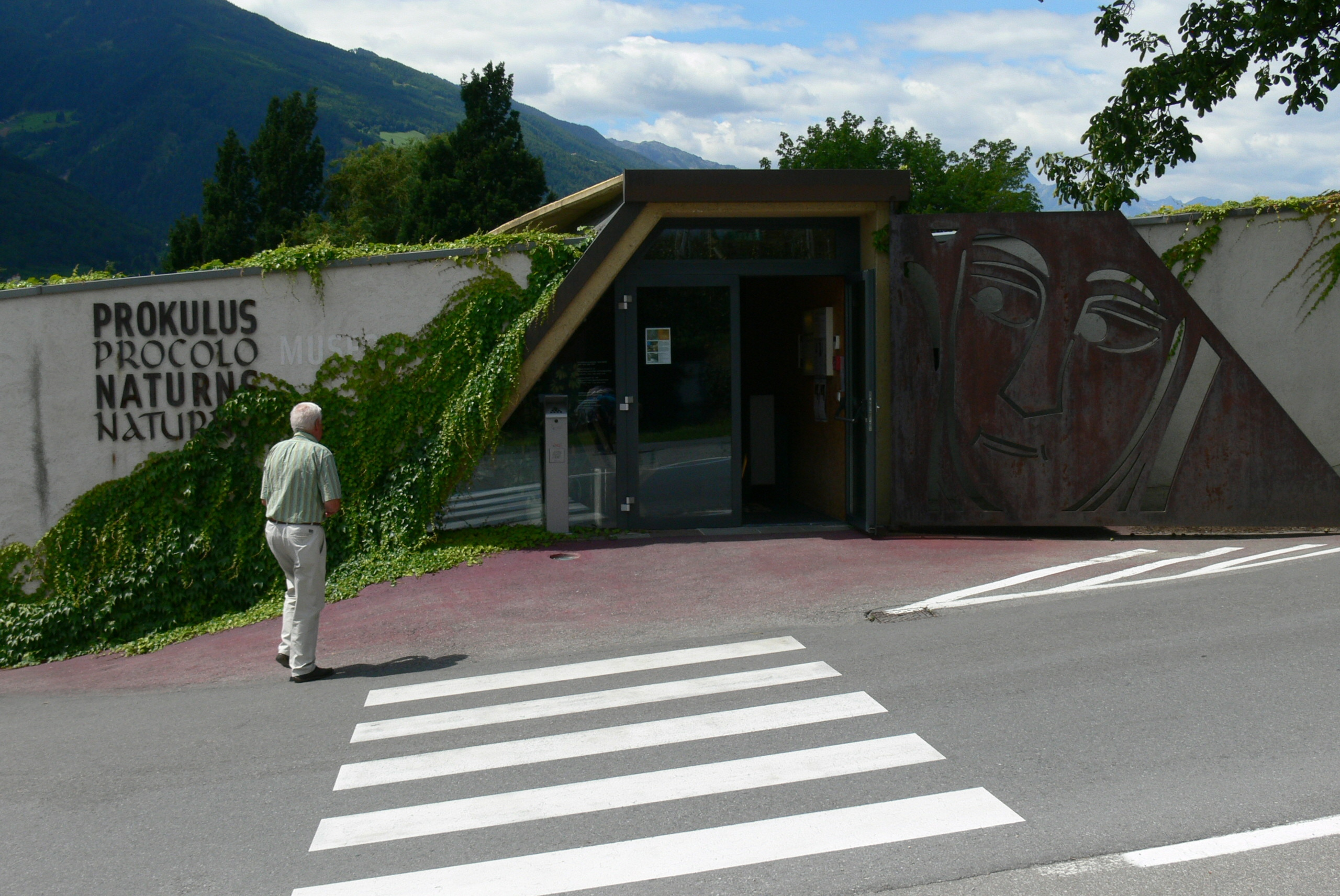
Museum

Im Jahr 2006 wurde in unmittelbarer Nähe zur Kirche das Museum eröffnet. Es beherbergt vor allem die Fundstücke, welche bei den Ausgrabungen in den Jahren 1985 und 1986 unter der Leitung von Hans Nothdurfter entdeckt wurden. Das Museum ist in die Themenbereiche Spätantike, Mittelalter sowie Pestzeit im 17. Jahrhundert gegliedert. Es werden auch die bei der Restaurierung 1986 abgelösten gotischen Fresken aus der Zeit des gotischen Höher- und Umbaues (Eingang) der Kirche gezeigt.

## „Prokulus Kulturverein“
Der seit dem Jahr 2006 bestehende Prokulus Kulturverein hat sich die Aufgabe gestellt, mittels verschiedener Maßnahmen (z. B. Führungen und Vorträgen in  der St.-Prokulus-Kirche und im Museum sowie Öffentlichkeitsarbeit) die Bedeutung dieser Kirche bekannt zu machen.